# Кухаревич Микола Ігорович
Микола Ігорович Кухаревич (нар. 1 липня 2001, село Удрицьк, Дубровицький район, Рівненська область, Україна) — український футболіст, нападник футбольного клубу «Слован» (Братислава). Виступав за молодіжну збірну України.

## Клубна кар'єра
Футбольну кар'єру розпочав 2018 року у «Волині». За юніорську (U-19) команду хрестоносців виступав півтора сезону, за цей час зіграв 31 матч, в яких відзначився 17 голами.
У лютому 2020 року перебрався до «Руху». У футболці львівського клубу дебютував 7 липня 2020 у матчі Першої ліги проти волочиського «Агробізнеса» (поразка 2:3). Перший гол у дорослій кар'єрі забив 24 липня в матчі проти клубу Гірник-Спорт (перемога 2:1). За підсумками сезону, «Рух» став учасником Прем'єр-ліги.
3 серпня 2020 року в програному (2:5) виїзному поєдинку проти полтавської «Ворскли» дебютував у Прем'єр-лізі. Микола вийшов на поле в стартовому складі, а на 55-й хвилині його замінив Богдан Оринчак. 12 грудня 2020 у матчі проти клубу Дніпро-1 відзначився першим голом у Прем'єр-лізі (перемога 4:1).
17 грудня 2020 року президент «Руху» Григорій Козловський підтвердив попередню домовленість про перехід Кухаревича до складу «Андерлехта», трансфер мав бути офіційно оголошений в січні 2021 року після відкриття зимового трансферного вікна. Трансфер був зірваний, проте натомість 26 березня «Рух» оголосив про перехід Кухаревича до французького «Труа». Угода про перехід набула чинності 1 липня 2021. Контракт укладено терміном на 5 років.
Зігравши за «Труа» 2 матчі, Кухаревич був відданий в оренду до бельгійського клубу «Ауд-Геверле». Сезон 2021-22 футболіст провів у Левені не дуже успішно — лише 7 зіграних матчів в усіх турнірах. Проте бельгійців переконали результати Кухаревича під час передсезонної підготовки — у шести матчах липня 2022 року Микола забив чотири голи. Тому бельгійський клуб вирішив дати форварду ще один шанс і продовжив орендну угоду з «Труа» ще на один сезон.
17 червня 2025 року підписав контракт з футбольним клубом «Слован» (Братислава). Угода розрахована на 3 роки, фінансові деталі сторонами не розголошувалися.

## Статистика виступів

### Статистика клубних виступів
Статистичні дані наведено станом на 30 травня 2022 року
| Команда             | Сезон             | Чемпіонат         | Чемпіонат | Чемпіонат | Кубок країни | Кубок країни | Кубок країни | Континентальні кубки | Континентальні кубки | Континентальні кубки | Інші змагання | Інші змагання | Інші змагання | Усього | Усього |
| Команда             | Сезон             | Ліга              | Ігор      | Голів     | Ліга         | Ігор         | Голів        | Ліга                 | Ігор                 | Голів                | Ліга          | Ігор          | Голів         | Ігор   | Голів  |
| ------------------- | ----------------- | ----------------- | --------- | --------- | ------------ | ------------ | ------------ | -------------------- | -------------------- | -------------------- | ------------- | ------------- | ------------- | ------ | ------ |
| «Рух»               | 2019/20           | ПЛ                | 6         | 2         | КУ           | 0            | 0            | —                    | —                    | —                    | —             | —             | —             | 6      | 2      |
| «Рух»               | 2020/21           | УПЛ               | 18        | 2         | КУ           | 0            | 0            | —                    | —                    | —                    | —             | —             | —             | 18     | 2      |
| «Рух»               | Всього за «Рух»   | Всього за «Рух»   | 24        | 4         | —            | 0            | 0            | —                    | —                    | —                    | —             | —             | —             | 24     | 4      |
| «Труа»              | 2021/22           | Л1                | 2         | 0         | КФ           | 0            | 0            | —                    | —                    | —                    | —             | —             | —             | 2      | 0      |
| «Ауд-Геверле Левен» | 2021/22           | ЖПЛ               | 6         | 0         | КБ           | 1            | 0            | —                    | —                    | —                    | —             | —             | —             | 7      | 0      |
| Всього за кар'єру   | Всього за кар'єру | Всього за кар'єру | 32        | 4         | —            | 1            | 0            | —                    | 0                    | 0                    | —             | 0             | 0             | 33     | 4      |

### Статистика виступів за збірну
Статистичні дані наведено станом на 12 червня 2022 року
| Дата       | Місто     | Господарі         | Результат | Гості             | Турнір                             | Голи    | Примітки  |
| ---------- | --------- | ----------------- | --------- | ----------------- | ---------------------------------- | ------- | --------- |
| 13-11-2020 | Та-Калі   | Мальта            | 1 – 4     | Україна           | Кваліфікація молодіжного Євро-2021 | 4', 32' | 64'       |
| 17-11-2020 | Ковалівка | Україна           | 3 – 0     | Північна Ірландія | Кваліфікація молодіжного Євро-2021 | 74'     | 87'       |
| 24-03-2021 | Анталія   | Україна           | 1 – 2     | Болгарія          | Товариський матч                   | -       | 63'       |
| 27-03-2021 | Анталія   | Україна           | 1 – 1     | Узбекистан        | Товариський матч                   | -       | 69'       |
| 29-03-2021 | Анталія   | Україна           | 2 – 3     | Словаччина        | Товариський матч                   | -       | 46'       |
| 07-09-2021 | Ковалівка | Україна           | 2 – 1     | Вірменія          | Кваліфікація молодіжного Євро-2023 | -       | 55' 90+7' |
| 08-10-2021 | Брест     | Франція           | 5 – 0     | Україна           | Кваліфікація молодіжного Євро-2023 | -       | 46'       |
| 12-10-2021 | Запоріжжя | Україна           | 1 – 0     | Фарерські острови | Кваліфікація молодіжного Євро-2023 | -       | 86'       |
| 16-11-2021 | Львів     | Україна           | 2 – 1     | Сербія            | Кваліфікація молодіжного Євро-2023 | -       | 82' 88'   |
| 01-06-2022 | Торсгавн  | Фарерські острови | 0 – 4     | Франція           | Кваліфікація молодіжного Євро-2023 | -       | 68'       |
| 09-06-2022 | Стамбул   | Україна           | 3 – 3     | Франція           | Кваліфікація молодіжного Євро-2023 | -       | 83'       |
| 12-06-2022 | Армавір   | Вірменія          | 0 – 2     | Україна           | Кваліфікація молодіжного Євро-2023 | -       | 59'       |
| Усього     |           | Матчів            | 12        |                   | Голів                              | 3       |           |